# Bathydoris
Bathydoris Bergh, 1884 è un genere di molluschi nudibranchi della famiglia Bathydorididae.

## Distribuzione e habitat
Si tratta di un genere di nudibranchi tipico dei mari freddi; sono stati infatti segnalati in Caledonia (B. aioca), Patagonia (B. hodgsoni), Georgia del Sud (B. hodgsoni), Mare di Weddell (B. hodgsoni), Groenlandia (B. abyssorum, B. ingolfiana), Islanda (B. abyssorum).

## Tassonomia
Comprende le seguenti specie:
- Bathydoris abyssorum Bergh, 1884 - specie tipo
- Bathydoris aioca Marcus & Marcus, 1962
- Bathydoris hodgsoni Eliot, 1907
- Bathydoris ingolfiana Bergh, 1900
- Bathydoris japonensis Hamatani & Kubodera, 2010
- Bathydoris spiralis Valdés, 2002

### Sinonimi obsoleti
- Bathydoris argentina Kaiser, 1980 = Prodoris clavigera (Thiele, 1912)
- Bathydoris browni Evans, 1914 = Bathydoris hodgsoni Eliot, 1907
- Bathydoris clavigera Thiele, 1912 = Prodoris clavigera (Thiele, 1912)
- Bathydoris inflata Eliot, 1907 = Bathydoris hodgsoni Eliot, 1907
- Bathydoris obliquata Odhner, 1934 = Prodoris clavigera (Thiele, 1912)
- Bathydoris patagonica Kaiser, 1980 = Bathydoris hodgsoni Eliot, 1907
- Bathydoris violacea Baranetz, 1993 = Prodoris clavigera (Thiele, 1912)